# Jason Becker
Jason Becker, född 22 juli 1969 i Richmond, Kalifornien, är en amerikansk gitarrist och kompositör. Han spelade med Marty Friedman i metalgruppen Cacophony, vilket resulterade i skivorna Speed Metal Symphony och Go Off!. Som soloartist spelade han sedan in Perpetual Burn innan han som 20-åring rekryterades till David Lee Roths band som efterträdare till Steve Vai. Under inspelningen av albumet A Little Ain't Enough uppträdde tecken som sedan skulle diagnostiseras som ALS. Han kunde endast med svårighet fullfölja skivinspelningen och fick avstå den följande turnén. Becker har sedan dess mot alla odds levt med sjukdomen. Han fortsätter att komponera musik med hjälp av sin pappa. Beckers liv efter insjuknandet kan ses i mer detalj i dokumentärfilmen Jason Becker: Not Dead Yet.

## Diskografi
Solo
- Perpetual Burn (1988)
- Perspective (1996)
- The Raspberry Jams (1999)
- The Blackberry Jams (2003)
- Collection (2008)
- Boy Meets Guitar, Vol. 1 of the Youngster Tapes (2012)

Cacophony
- Speed Metal Symphony (1987)
- Go Off! (1988)

David Lee Roth
- A Little Ain't Enough (1991)